# Symplocos montana
Symplocos montana är en tvåhjärtbladig växtart som beskrevs av Adolphe-Théodore Brongniart och Gris. Symplocos montana ingår i släktet Symplocos och familjen Symplocaceae.

## Underarter
Arten delas in i följande underarter:
- S. m. baptica
- S. m. munda
- S. m. tortuosa
- S. m. ultrabasica